# Caloscirtus
Caloscirtus is een geslacht van rechtvleugeligen uit de familie veldsprinkhanen (Acrididae). De wetenschappelijke naam van dit geslacht is voor het eerst geldig gepubliceerd in 1911 door Bruner.

## Soorten
Het geslacht Caloscirtus omvat de volgende soorten:
- Caloscirtus arboreus Descamps, 1977
- Caloscirtus callosus Descamps, 1977
- Caloscirtus cardinalis Gerstaecker, 1873
- Caloscirtus rubripennis Bruner, 1911